# Isomyia evanida
Isomyia evanida är en tvåvingeart som först beskrevs av Villeneuve 1913.  Isomyia evanida ingår i släktet Isomyia och familjen Rhiniidae.
Artens utbredningsområde är Kongo. Inga underarter finns listade i Catalogue of Life.